# Schwarzroter Spei-Täubling
Der sehr scharf schmeckende und daher ungenießbare Schwarzrote Spei-Täubling (Russula atrorubens) ist ein Pilz aus der Familie der Täublingsverwandten. Er ist ein purpurroter, in der Mitte fast schwarzhütiger Täubling mit weißem Sporenpulver, den man von Ende Juli bis Anfang November in feuchten, sauren Berg-Nadelwäldern finden kann.

## Merkmale

### Makroskopische Merkmale
Der Hut ist 5-8 cm breit und insgesamt mehr oder weniger purpurrot gefärbt. Die Mitte ist dunkler purpurschwarz oder purpurbraun, der Rand karminrosa gezont. Manchmal ist der Hut auch zwischen Mitte und Rand schmutzig olivgrünlich gefärbt. Der Rand ist durchscheinend und kaum gerieft. Die Huthaut ist seidig glänzend und bis zur Hälfte abziehbar.
Die zerbrechlichen Lamellen stehen ziemlich entfernt. Sie sind erst weiß, dann blass cremefarben gefärbt und haben einen sehr scharfen Geschmack. Das Sporenpulver ist weiß (Ia nach Romagesi).
Der Stiel ist 3-6 cm lang und 0,6-1,5 cm breit und ziemlich fest. Er ist leicht keulig geformt und weiß, mitunter auch rosa überlaufen. Bei älteren Fruchtkörpern kann er an der Basis ein wenig gelblich bis gelbbräunlich gilben.
Das ziemlich brüchige Fleisch ist weiß und hat einen leichten Obstgeruch, wie er für den Emetica/Fragilis-Komplex typisch ist. Mitunter erinnert der Geruch auch an Nagellack (Essigsäureamylester) oder Bananen. Der Geschmack ist deutlich scharf. Die Guajakreaktion ist stark positiv, mit Eisensulfat verfärbt sich das Fleisch blass orange.

### Mikroskopische Merkmale
Die eiförmigen, manchmal mehr länglich elliptischen Sporen sind 6,5-8 (9) µm lang, 5-6,5 µm breit und warzig bis pustulös ornamentiert. Die bis 0,62 µm hohen, halbkugelförmigen Warzen sind sehr fein unterbrochen netzartig und nur stellenweise gratig verbunden. Der Apiculus misst 0,75-1 × 0,87-1 µm. Der Hilarfleck ist undeutlich, unregelmäßig und nur schwach amyloid.
Die Basidien sind 34-45-(50) µm lang, (7,2)-8,5-10 µm breit und meist vier-, selten zweisporig.
Die Zystiden sind 50-85 µm, mitunter bis zu 100 µm, lang und (6,7)-8,2-10 µm breit, spindelförmig oder dickbäuchig und auffällig appendikuliert. In Sulfovanillin färben sie sich schwarz an.
In der Huthaut finden sich zahlreiche, zylindrisch bis stumpf keulige, 8-10 µm breite Pileozystiden, die 0-3-fach septiert sind und sich in Sulfovanillin grau bis schwärzlich anfärben. Die Hyphenendzellen sind schlank, 2-3 µm breit, gleichförmig oder gewunden.

## Ökologie
Der Schwarzrote Spei-Täubling ist wie alle Täublinge ein Mykorrhizapilz, der bevorzugt mit Nadelbäumen, meist Fichten und Waldkiefern, eine Partnerschaft eingeht. Strittig ist, ob er auch mit Laubbäumen eine symbiotische Beziehung eingehen kann.
Man findet den Täubling in bodensauren Eichenmischwäldern, Preiselbeer-Tannenwäldern, in feuchteren Alpenlattich-Fichtenwäldern und Fichten- oder Kiefermoorwäldern, aber auch in entsprechend feuchten Kiefern- und Fichtenforsten.
Der Schwarzrote Spei-Täubling kommt besonders an sumpfigen, feuchten Standorten vor. Er bevorzugt meist schwere, tonige und mehr saure (pH 3,0-5,6) Böden, kommt aber auch auf Sand, Torf und Ranker vor.

## Verbreitung

Europäische Länder mit Fundnachweisen des Schwarzroten Spei-Täublings.
Legende:
Länder mit Fundmeldungen
Länder ohne Nachweise
keine Daten
außereuropäische Länder

Der Schwarzrote Spei-Täubling ist eine rein europäische Art, die sonst nur noch in Marokko nachgewiesen wurde.
In Deutschland ist der Täubling von der Nord- und Ostseeküste bis zu den Alpen verbreitet, in vielen Bundesländern ist er aber sehr selten oder fehlt ganz. Im Süden findet man den Täubling vorwiegend im Bergland.

## Systematik

### Infragenerische Systematik
Der Schwarzrote Spei-Täubling wird von M. Bon in die Untersektion Atropurpurinae gestellt. Die Arten dieser Gruppe haben alle verschiedenfarbige, purpurfarbene, violette oder rötliche, niemals aber rein rote Hüte. Sie schmecken alle mehr oder weniger scharf und haben weißes Sporenpulver.

## Bedeutung
Der Schwarzrote Spei-Täubling ist wegen seines sehr scharfen Geschmacks wie alle Täublinge aus der Untersektion Atropurpurinae ungenießbar und zumindest im rohen Zustand schwach giftig.